# Måsøy
Måsøy este o comună din provincia Finnmark, Norvegia.